# 2009년 일본 자유민주당 총재 선거
2009년 자유민주당 총재 선거(일본어: 2009年自由民主党総裁選挙)는 2009년 9월 28일 실시되었다.

## 개요
2009년 7월 12일, 도쿄도의회 선거가 실시되었다. 중의원의 4년 임기 만료에 따른 총선거가 늦어도 2009년 10월까지는 실시되어야 했기에 이 선거는 "총선거의 전초전"으로 불렸다. 선거 결과 자민당은 총 127석의 도쿄도 의회 의석 중 38석을 얻는 데 그쳐 참패하고, 야당인 민주당은 54석을 얻어 의회 제1당을 차지했다. 총선거만큼 자민당이 공을 들였던 도쿄도 의회 선거에서 참패할 것으로 예상되자 도쿄도 지사였던 자민당 소속의 이시하라 신타로는 기자회견을 열고 아소 다로 등 당 지도부에 대해 강한 불만을 드러냈다. 이에 자민당 총재, 내각총리대신 아소 다로는 당내 반발이 커질 것을 우려해 선거 다음날인 13일 오후 "7월 21일 중의원을 해산하고 10월이 아닌 8월 30일에 총선거를 치른다" 라고 예고했다. 그러나 자민당 내에서의 "아소 퇴진 운동" 은 점점 목소리가 커져갔고, 선거를 통해 위상이 높아진 민주당 등 야당들도 중의원에 내각 불신임 결의안을, 참의원에는 총리 문책 결의안을 제출하기도 했다(전자는 중의원에서 부결, 후자는 참의원에서 가결됨). 자민당 지도부는 당내 일부 세력들의 "총선거 전 조기 총재 선거 실시" 주장을 일축하며 아소 총재 체제로 총선거를 치르기로 하였다. 이후 자민당 내에서 불협화음이 계속되며 일부 중진들도 "아소 총재 체제로 총선거를 치르면 틀림없이 패배할 것" 이라고 지도부를 공격했다.
아소 다로의 예고대로 7월 21일 중의원이 해산되어 8월 30일 제45회 총선거가 실시되었고, 야당이었던 민주당이 308석을 얻어 과반을 훌쩍 뛰어넘는 압승을 거두고 자민당은 119석을 얻는데 그쳐 1955년 창당 이래 처음으로 2당이 되어 야당으로 전락했다. 이에 아소 총재는 선거 참패의 책임을 지고 다음날 사임을 발표했다.
자민당 집행부는 임시 이사회를 열고 국회에서 총리 지명 선거를 실시하는 9월 16일까지는 아소 총재가 그 직을 유지하고, 9월 16일 아소 총재가 공식적으로 사임한 후에 9월 28일 총재 선거를 치르기로 하였다.
총재가 임기 중 사임함에 따라 원칙상 보궐선거를 실시해 잔여 임기를 재임하도록 해야 하지만, 아소 다로 총재의 임기가 2009년 9월 30일까지라 사임 시기가 임기 만료 직전이었으므로 이번 선거에서 선출된 총재의 임기는 정식 총재 임기인 3년으로 하였다.
선거 당시 자민당은 중의원과 참의원 양원 모두에서 과반수에 못 미치는 상태였으므로 자민당 총재 선거에서 선출된 총재가 총리에 취임하지 않게 되었다. 제1당으로서의 자민당이 아닌 완전한 야당으로서의 자민당 총재를 선출하는 것은 1955년 창당 이래 처음 있는 일이었다.
총선 참패에 따라 당이 혼란스러운 상태였으므로 별다른 사건 없이 다니가키 사다카즈가 새 총재에 당선되었다.

## 표 산출 방식
- 중의원 의원 투표 : 총 118표 (1인 1표)
- 참의원 의원 투표 : 총 81표 (1인 1표)
- 당원 투표 : 총 300표
  - 141표 : 각 도도부현 지부 연합회 대표 3명 (1인 1표) × 47개 도도부현
  - 159표 : 일반 당원 투표에서의 후보별 득표율에 따라 환산하여 배분

## 선거 결과
| 후보자            | 국회의원 투표 | 국회의원 투표 | 당원 투표  | 당원 투표 | 합계   | 합계   | 결과      |  |
| 후보자            | 득표수        | 득표율        | 득표수     | 득표율    | 득표수 | 득표율 | 결과      |  |
| ----------------- | ------------- | ------------- | ---------- | --------- | ------ | ------ | --------- |  |
| 다니가키 사다카즈 | 120           | 60.6%         | 180 (환산) | 60.0%     | 300    | 60.2%  | 1위(당선) |  |
| 고노 다로         | 35            | 17.7%         | 109 (환산) | 36.3%     | 144    | 28.9%  | 2위       |  |
| 니시무라 야스토시 | 43            | 21.7%         | 11 (환산)  | 3.7%      | 54     | 10.8%  | 3위       |  |
| 무효표            | 1             | -             | -          | -         | 1      | -      |           |  |
| 합계              | 199           | -             | 300 (환산) | -         | 499    | -      |           |  |